# Chemiczna analiza jakościowa związków nieorganicznych
Chemiczna analiza jakościowa związków nieorganicznych (zwana także klasyczną metodą analizy jakościowej) – dział analizy jakościowej zajmujący się rozdziałem i identyfikacją związków nieorganicznych za pomocą odczynników chemicznych. Najczęściej odnosi się do detekcji najpowszechniej występujących pierwiastków i jonów. Jej początków można się doszukać w I wieku naszej ery, kiedy Pliniusz Starszy opisał metodę identyfikacji srebra obok złota za pomocą wytrącenia chlorku srebra. Podstawy współczesnej analizy kationów zostały opracowane przez niemieckiego chemika Carla Freseniusa.
Analiza polega na wytrącaniu osadów i rozdzieleniu kationów lub anionów kolejnych grup za pomocą odczynników grupowych. Następnie identyfikuje się poszczególne składniki mieszaniny za pomocą odczynników selektywnych, charakterystycznych czy odczynników specyficznych. Jest to tak zwana analiza systematyczna. Istnieje także analiza wybiórcza, jednak z uwagi na niewielką ilość odczynników specyficznych jest bardzo ograniczona.
Kationy oraz aniony zostały podzielone na odpowiednio pięć i siedem grup analitycznych. Zależnie od autorów publikacji dotyczących analizy mogą się one różnić kolejnością, jednak zasada oznaczania pozostaje jednakowa.

## Analiza kationów

### I grupa kationów
Do pierwszej grupy należą jony: Ag+, Pb2+, Hg22+.
Chlorki tych kationów mają barwę białą, są trudno rozpuszczalne w wodzie i rozcieńczonych kwasach. Jedynie chlorek ołowiu(II) rozpuszcza się częściowo w wodzie. Z uwagi na możliwe zanieczyszczenie roztworu poddawanego dalszej analizie chlorkiem ołowiu, wytrąca się go także przy II grupie analitycznej. Jako odczynnik grupowy stosuje się 3 n kwas solny.

#### Oznaczanie srebra (Ag+)
Kwas solny (HCl) i rozpuszczalne chlorki (Cl−)
Jony Cl− wytrącają biały, serowaty osad chlorku srebra(I): 
Ag+ + Cl− → AgCl↓
Powstały osad ciemnieje pod wpływem światła, nie jest rozpuszczalny w wodzie ani rozcieńczonych kwasach, jednak w stężonym kwasie solnym lub stężonych roztworach chlorków metali alkalicznych tworzy rozpuszczalne kompleksy:
AgCl + Cl− → AgCl2−
AgCl + 2Cl− → AgCl32−
AgCl + 3Cl− → AgCl43−
Chlorek srebra(I) jest także kompleksowany przez amoniak. Powstający chlorek diaminasrebra(I) jest rozpuszczalny w wodzie:
AgCl + 2NH3 → Ag(NH3)2+ + Cl−
Kompleks pod wpływem kwasu azotowego rozkłada się z odtworzeniem chlorku:
Ag(NH3)2+ + Cl− + 2H+ → AgCl↓ + 2NH4+
Utworzenie kompleksu pod wpływem amoniaku i rozłożenie go kwasem azotowym zachodzi tylko dla srebra w przeciwieństwie do innych jonów tej grupy.
AgCl reaguje także z tiosiarczanami, z utworzeniem rozpuszczalnego chlorku ditiosiarczanosrebra(I):
AgCl + 2S2O32− → Ag(S2O3)23− + Cl−
oraz z cyjankami, z którymi tworzy rozpuszczalny chlorek dicyjanosrebra(I):
AgCl + 2CN− → Ag(CN)2− + Cl−
Tiocyjaniany (SCN−)
Jony SCN− wytrącają biały osad rodanku srebra(I):
Ag+ + SCN− → AgSCN↓
osad jest rozpuszczalny w nadmiarze odczynnika. Nie rozpuszcza się w rozcieńczonym kwasie azotowym, rozpuszcza się w amoniaku:
AgSCN + SCN− → Ag(SCN)2−
AgSCN + 2NH3 → Ag(NH3)2+ + SCN−
Wodorotlenek sodu, potasu i amoniak (NaOH, KOH, NH3·H2O)
Jony hydroksylowe wytrącają brunatny osad tlenku srebra(I):
2Ag+ + 2OH− → 2AgOH → Ag2O↓ +H2O
Osad nie rozpuszcza się w nadmiarze ługów, jednak rozpuszcza się w amoniaku:
Ag2O + 4NH3 + H2O ⇌ 2Ag(NH3)2+ + 2OH−
Chromian potasu (K2CrO4)
Wytrąca czerwonobrunatny osad chromianu srebra(I), który jest nierozpuszczalny w kwasie octowym. Sól jest rozpuszczalna w rozcieńczonym kwasie azotowym oraz amoniaku:
2Ag+ + CrO42− → Ag2CrO4↓
Siarkowodór, rozpuszczalne siarczki lub AKT
Wytrącają z roztworu czarny osad siarczku srebra(I):
2Ag+ + S2− → Ag2S↓
Siarczek srebra rozpuszcza się w gorącym rozcieńczonym kwasie azotowym:
3Ag2S + 2NO3− + 8H+ → 6Ag+ + 2NO↑ + 3S↓ + 4H2O
oraz roztworach cyjanków:
Ag2S + 4CN− → 2[Ag(CN)2]− + S2−
Ditizon (0,002% roztwór w tetrachlorku węgla) (C18H12N4S)
Czuły odczynnik wykrywający jony Ag+. Roztwór w CCl4 przyjmuje zielony kolor przechodzący pod wpływem jonów srebra w żółtą barwę (kwasowe środowisko) lub fioletową barwę (zasadowe środowisko).
Formaldehyd (HCHO)
Aldehyd mrówkowy redukuje amoniakalne roztwory soli srebra do wolnego metalu z utworzeniem lustra srebrowego. Jony Hg22+ przeszkadzają reakcji ponieważ także mogą ulec redukcji.

Reduktory
Przykładowo hydrazyna, hydroksyloamina redukują jony srebra do wolnego metalu:
Ag+ + e → Ag0↓
Metale aktywniejsze od srebra wypierają je z soli:
2Ag+ + Zn0 → 2Ag0↓ + Zn2+

#### Oznaczanie ołowiu (Pb2+)
Kwas solny HCl i rozpuszczalne chlorki (Cl−)
Jony Cl− wytrącają biały, krystaliczny, opadający na dno probówki osad chlorku ołowiu(II):
Pb2+ + 2Cl− → PbCl2↓
w ciepłym i rozcieńczonym roztworze jonów Pb2+ osad nie strąci się. Osad jest rozpuszczalny w nadmiarze jonów Cl−, czego przyczyną jest powstawanie kompleksów, dlatego podczas strącania należy użyć rozcieńczonego odczynnika:
PbCl2 + Cl− → PbCl3−
PbCl2 + 2Cl− → PbCl42−
Rozcieńczanie roztworu kompleksów chlorkowych ołowiu powoduje ponowne wytrącenie soli.
Chlorek ołowiu(II) dobrze rozpuszcza się w gorącej wodzie, krystalizując podczas ochładzania w postaci igiełkowatych kryształów. Osad nie rozpuszcza się w wodzie amoniakalnej, jednak rozpuszcza się w roztworach alkaliów.
PbCl2 + 4OH− → Pb(OH)42− + 2Cl−
Chromian potasu i dichromian potasu (K2CrO4 i K2Cr2O7)
Wytrącają żółty osad chromianu ołowiu(II):
Pb2+ + CrO42− → PbCrO4↓
2Pb2+ + 2Cr2O72− + H2O → 2PbCrO4 + 2H+
Podczas reakcji z dichromianem powstaje mocny kwas, który częściowo rozpuszcza osad – reakcja z chromianem jest bardziej czuła. Osad nie rozpuszcza się w kwasie octowym i wodzie amoniakalnej, jednak rozpuszcza się w kwasie azotowym oraz ługach z utworzeniem tetrahydroksyołowianu(II):
PbCrO4 + 4 OH− → Pb(OH)42− + CrO42−
Siarkowodór, rozpuszczalne siarczki lub AKT (S2−)
Jony S2− wytrącają z roztworów czarny osad siarczku ołowiu(II). Jeśli w roztworze jest obecny kwas solny w dużym stężeniu, wytrąca się pomarańczowoczerwony osad dichlorku siarczku diołowiu(II), który podczas nasycania siarkowodorem i rozcieńczania roztworu przechodzi w PbS.
Pb2+ + S2− → PbS↓
Osad rozpuszcza się w kwasie azotowym z wydzieleniem siarki:
3PbS + 2NO3− + 8H+ → 3Pb2+ + 3S↓ + 2NO↑ + 4H2O
Wodorotlenek sodu, potasu i amoniak (NaOH, KOH, NH3·H2O)
Jony OH− wytrącają z roztworów biały osad amfoterycznego wodorotlenku ołowiu(II) Pb(OH)2:
Pb2+ + 2OH− → Pb(OH)2↓
Pb(OH)2 + 2OH− → Pb(OH)42−
osad rozpuszcza się w nadmierze ługów, a w amoniaku jest nierozpuszczalny.
Jodek potasu (KI)
Jony I− wytrącają żółty osad jodku ołowiu(II), który jest gorzej rozpuszczalny w gorącej wodzie niż chlorek, a po ochłodzeniu krystalizuje w postaci blaszek. Osad jest rozpuszczalny na gorąco w kwasie octowym.
Pb2+ + 2I− → PbI2↓
PbI2 jest rozpuszczalny w nadmiarze KI, tworząc tetrajodoołowian(II):
PbI2 + 2I− → PbI42−
Kwas siarkowy i rozpuszczalne siarczany (SO42−)
Jony SO42− wytrącają z roztworu biały osad siarczanu ołowiu(II):
Pb2+ + SO42− → PbSO4↓
osad rozpuszcza się w kwasie siarkowym, solnym i rozpuszczalnych octanach:
PbSO4 + CH3COO− → Pb(CH3COO)+ + SO42−
Jon Pb(CH3COO)+ jest trwały w obecności nadmiaru jonów CH3COO−.
Siarczan ołowiu(II) rozpuszcza się w gorących stężonych zasadach, tworząc ołowin:
PbSO4 + 4OH− → Pb(OH)42− + SO42−

#### Oznaczanie rtęci (Hg22+)
Kwas solny HCl i rozpuszczalne chlorki (Cl−)
Jony Cl− wytrącają z roztworów biały osad chlorku rtęci(I):
Hg22+ + 2Cl− → Hg2Cl2↓
Osad nie rozpuszcza się w gorącej wodzie i zimnych rozcieńczonych kwasach. Jest rozpuszczalny w nadmiarze jonów chlorkowych z utworzeniem anionu tetrachlorortęcianowego(II) i wydzieleniem wolnej rtęci:
Hg2Cl2 + 2Cl− ⇌ [HgCl4]2− + Hg↓
Hg2Cl2 jest rozpuszczalny w wodzie królewskiej. Reaguje z wodą amoniakalną z utworzeniem amidochlorku rtęci(II) (HgNH2Cl) i wolnej rtęci, pod wpływem której osad czernieje. Czernienie osadu Hg2Cl2 pod wpływem wody amoniakalnej oraz ługów jest charakterystyczne dla soli rtęci(I) w odróżnieniu od związków rtęci(II):
Hg2Cl2 + 2(NH3·H2O) → HgNH2Cl↓ + Hg0↓ + NH4+ + Cl− + H2O
Powstający osad jest rozpuszczalny w wodzie królewskiej:
3Hg + 2NO3− + 8H+ + 12Cl− → 3[HgCl4]2− + 2NO↑ + 4H2O
2HgNH2Cl + 6Cl− + 2NO3− + 4H+ → 2[HgCl4]2− + N2↑ + NO↑ + 4H2O
Siarkowodór, rozpuszczalne siarczki lub AKT (S2−)
Jony S2− wytrącają z roztworów czarny osad siarczku rtęci(II) i wolną rtęć:
Hg22+ + S2− → Hg2S → HgS↓ + Hg↓
Siarczek rtęci(II) słabo rozpuszcza się w wodzie, jednak reaguje z wodą królewską:
3HgS + 2NO3− + 8H+ + 12Cl− → 3[HgCl4]2− + 2NO↑ + 4H2O + 3S↓
Chromian potasu i dwuchromian potasu (K2CrO4 i K2Cr2O7)
Wytrącają na zimno z roztworów brunatny osad chromianu rtęci(I) Hg2CrO4, który podczas gotowania przechodzi w czerwoną formę krystaliczną:
Hg22+ + CrO42− → Hg2CrO4↓
Osad jest nierozpuszczalny w rozcieńczonym kwasie azotowym.
Wodorotlenek sodu i potasu (NaOH i KOH)
Jony hydroksylowe wytrącają z roztworów czarny osad tlenku rtęci(I), który przechodzi w tlenek rtęci(II) i wolny metal:
Hg22+ + 2OH− → Hg2O + H2O↓ → HgO↓ + Hg↓ + H2O
Osad nie jest rozpuszczalny w nadmiarze odczynnika, jednak rozpuszcza się w kwasie azotowym.
Jony Ag+ dają podobną reakcje.
Jodek potasu (KI)
Jony I− wytrącają z roztworów żółtawozielony osad jodku rtęci(I), Hg2I2:
Hg22+ + 2I− → Hg2I2↓
Osad rozpuszcza się w nadmiarze odczynnika z utworzeniem bezbarwnego kompleksu tetrajodortęciowego [HgI4]2− i wydzieleniem wolnej rtęci.
Amoniak (NH3·H2O)
Woda amoniakalna wytrąca szary/czarny osad składający się z białej soli aminortęciowej i rtęci metalicznej:
2Hg2(NO3)2 + 4(NH3·H2O) → OHg2NH2NO3↓ + 2Hg↓ + 3NH4NO3 + 3H2O
Analizę można przeprowadzać w obecności jonów Ag+ i Pb2+.
Chlorek cyny(II) (SnCl2)
Chlorek cyny(II) wytrąca z roztworów osad kalomelu, który następnie redukuje do wolnego metalu:
Hg22+ + 2Cl− → Hg2Cl2↓
Hg2Cl2 + Sn2+ → 2Hg↓ + [SnCl6]2−

#### Przykładowa analiza kationów I grupy analitycznej
Do 2 ml badanego roztworu dodaje się 3 n kwas solny, następnie po opadnięciu osadu sprawdza się całkowitość wytrącenia, ustawiając probówkę pod światło i dodając kroplę odczynnika wytrącającego. Jeśli pojawi się nowy osad w klarownej części roztworu, należy dodawać kroplami kwas, co jakiś czas sprawdzając całkowitość wytrącenia. Próbkę wiruje się, a powstały osad I zachowuje się. Jeśli ciecz może zawierać kationy następnych grup, zostawia się ją do dalszej analizy.
Osad I przemywa się rozcieńczonym kwasem solnym, dodaje 3 ml wody destylowanej i ogrzewa we wrzącej łaźni wodnej przez pięć minut. Próbkę wiruje się na gorąco i oddziela ciecz I od osadu II. Roztwór I bada się na obecność ołowiu:
- roztwór oziębia się,
- do próbki roztworu dodaje się roztwór chromianu potasu,
- do próbki roztworu powoli dodaje się nadmiar roztworu jodku potasu,
- próbkę roztworu poddaje się działaniu kwasu siarkowego.

Osad II poddaje się działaniu stężonego roztworu amoniaku w wodzie w ilości około 2 ml. Próbkę wiruje się. Jeśli powstał osad, oddziela się od niego ciecz II i bada na obecność rtęci – osad rozpuszcza się w 1 ml wody królewskiej a powstały roztwór odparowuje prawie do sucha (znajdujący się w roztworze sublimat może się ulotnić). Powstały osad rozpuszcza się w niewielkiej ilości wody destylowanej i dodaje się roztwór chlorku cyny(II).
Ciecz II bada się na obecność srebra – roztwór zakwasza się rozcieńczonym kwasem azotowym wobec uniwersalnego papierka wskaźnikowego.

### II grupa kationów
Do drugiej grupy analitycznej kationów należą: Cd2+, Bi3+, Cu2+, As3+, As5+, Sb3+, Sb5+, Sn2+, Sn4+ oraz Hg2+.
Powyższe jony tworzą trudno rozpuszczalne w wodzie siarczki, dlatego jako odczynnika grupowego używa się siarkowodoru, siarczku amonu lub roztworu tioacetamidu (AKT). Użycie AKT jest wygodniejsze ze względu na mniejsze stężenie H2S w powietrzu wokół próbki oraz powstający gruboziarnisty osad. Strącanie przeprowadza się w kwasowym środowisku, w którym stężenie jonów siarczkowych jest wystarczające jedynie do wytrącenia jonów tylko II grupy (siarczki grupy III są lepiej rozpuszczalne i do wytrącenia wymagają wyższego stężenia jonów siarczkowych, które osiągalne jest dopiero w środowisku alkalicznym). Do osadu przechodzi podgrupa miedzi (II A), czyli Cu2+, Hg2+, Cd2+ i Bi3+. Natomiast podgrupa siarkosoli (II B) pozostaje w roztworze. Są to jony As3+, As5+, Sb3+, Sb5+, Sn2+ i Sn4+. Siarczki podgrupy II A to sole o charakterze zasadowym, nie rozpuszczają się w ługach i siarczku amonu. HgS w obecności siarczków litowców częściowo się rozpuszcza, czego efektem może być zanieczyszczenie podgrupy II B jonami HgS22−. Siarczki podgrupy II B to sole o charakterze amfoterycznym, rozpuszczające się w roztworach zasad.

#### Oznaczanie rtęci (Hg2+)
Siarkowodór (H2S)
Wytrąca z roztworu zawierającego jony Hg2+ początkowo biały, przechodzący w żółty, przez ceglasty do czarnego, osad siarczku rtęci HgS. Barwy osadu pochodzą od powstających soli podwójnych w różnych stosunkach. Osad jest rozpuszczalny w rozcieńczonym HNO3.
3Hg2+ + 6Cl− + 2S → HgCl2·2HgS↓ + 4Cl−
HgCl2·2HgS + S2− → 3HgS↓ + 2Cl−
3Hg2+ + 6Cl− + 3S2− + HgCl2·2HgS → 3HgS + 6Cl− + HgCl2·2HgS↓
Hg2+ + S2− → HgS↓
Siarczek rtęci(II) jest jednym z najtrudniej rozpuszczalnych związków (Ir = 1,4×10−24). Nie rozpuszcza się w rozcieńczonych kwasach siarkowym i solnym oraz gorącym azotowym. Łatwo rozpuszcza się natomiast w wodzie królewskiej:
3HgS + 12Cl− + 2NO3− + 8H+ → 3HgCl42− + 2NO↑ + 4H2O + 3S↓
HgS nie rozpuszcza się w siarczku i wielosiarczku amonowym, natomiast rozpuszcza się w stężonych roztworach siarczków alkalicznych lub mieszaninie siarczku amonu i zasady potasowej. Pozwala to na oddzielenie HgS od reszty siarczków podgrupy IIA:
HgS + Na2S → Na2HgS2
Powstająca sól podwójna jest trwała tylko w środowisku silnie alkalicznym. Podczas rozcieńczania zachodzi hydroliza z wydzieleniem siarkowodoru.
Wodorotlenek sodu lub potasu (NaOH lub KOH)
Jony wodorotlenowe wytrącają z roztworów zawierających jony Hg2+ żółty osad tlenku rtęci(II) HgO, który jest nierozpuszczalny w nadmiarze odczynnika, ale łatwo rozpuszczalny w rozcieńczonych kwasach.
Hg2+ + 2OH− → HgO↓ + H2O
Amoniak (NH3·H2O)
Amoniak wytrąca z roztworu sublimatu (HgCl2) biały osad aminochlorku rtęci(II).
Hg2+
 + 2Cl−
 + 2(NH
3·H
2O) → HgNH
2Cl↓ + NH+
4 + Cl−
 + 2H
2O
Pod wpływem wody amoniakalnej na roztwór azotanu rtęci(II) powstaje biały osad azotanu aminotlenortęciowego:
2Hg2+ + NO3− + 4(NH3·H2O) → Hg2O(NH2)NO3↓ + 3NH4+ + 3H2O
Jodek potasu (KI)
Jony jodkowe wytrącają z roztworów zawierających jony Hg2+ czerwony osad jodku rtęci(II) HgI2, który jest rozpuszczalny w nadmiarze odczynnika z utworzeniem bezbarwnego kompleksu jonu jodortęciowego HgI42−:
Hg2+ + 2I− → HgI2↓ (czerwony)
HgI2 + 2I− → HgI42− (bezbarwny)
Jodek miedzi(I) (CuI)
W obecności jodku potasu wytrąca z roztworów soli rtęciowych pomarańczowoczerwony osad tetrajodortęcianu miedzi(I), który jest trwały w środowisku bardzo kwasowym:
Hg2+ + 2CuI + 2I− → Cu2[HgI4]↓
Chromian potasu (K2CrO4)
Jony chromianowe wytrącają z roztworów zawierających Hg2+ rozpuszczalny w kwasach czerwonobrunatny osad chromianu rtęci(II) HgCrO4:
Hg2+ + CrO42− → HgCrO4↓
Tiocyjanian potasu (KNCS)
Rodanek potasu wytrąca z roztworów Hg2+ biały osad rodanku rtęci(II), który jest rozpuszczalny w nadmiarze odczynnika z utworzeniem bezbarwnego kompleksu Hg(SCN)42−:
Hg2+ + 2SCN− → Hg(SCN)2↓
Hg(SCN)2 + 2SCN− → Hg(SCN)42−
Kompleks tetratiocyjaniortęciowy tworzy nierozpuszczalną sól cynkową, która w obecności jonów Co2+, Cu2+ lub Ni2+ charakterystycznie się barwi poprzez utworzenie kryształów mieszanych.
Difenylokarbazyd i difenylokarbazon
Są to selektywne odczynniki na jony Hg22+ i Hg2+, z którymi dają niebieskofioletowe zabarwienie. Barwa przechodzi podczas wytrząsania do eteru, chloroformu lub disiarczku węgla. Słabo zdysocjowane związki rtęci jak halogenopochodne, cyjanki czy rodanki nie reagują z tymi odczynnikami. Podobną barwną reakcje dają również jony chromianowe, które można zredukować do Cr3+ kwasem siarkawym.
Ditizon (difenylotiokarbazon)
Tworzy z solami rtęciowymi kompleks o zabarwieniu żółtopomarańczowym (I), a w środowisku słabo alkalicznym związek o barwie purpurowoczerwonym (II).
Chlorek cyny(II) (SnCl2)
Redukuje jony Hg2+, wytrącając kalomel. Przy nadmiarze odczynnika zachodzi redukcja chlorku do wolnej rtęci:
2Hg2+ + Sn2+ + 8Cl− → Hg2Cl2↓ + SnCl62−
Hg2Cl2 + Sn2+ + 4Cl− → 2Hg↓ + SnCl62−
Metale
Metale aktywniejsze niż rtęć (stojące w szeregu napięciowym przed rtęcią) wypierają ją z jej soli:
Cu0 + Hg2+ → Cu2+ + Hg0↓

#### Oznaczanie bizmutu (Bi3+)
Hydroliza soli bizmutu(III)
Najłatwiej hydrolizującą solą jest chlorek, następnie azotan i siarczan. W celu ułatwienia hydrolizy dodaje się stężony roztwór chlorku sodu i 1 n roztwór octanu sodu w celu zmniejszenia kwasowości. Wytrąca się biały, kłaczkowaty osad soli zasadowej:
BiCl3 + H2O ⇌ BiOCl↓ + 2HCl
Rozcieńczanie roztworu zawierającego Bi3+ powoduje wydzielanie się białego osadu soli bizmutylowych, które są produktem hydrolizy:
BiCl3 → BiOCl↓ (chlorek bizmutylu)
Bi(NO3)3 → BiONO3↓ (azotan bizmutylu)
Bi2(SO4)3 → (BiO)2SO4↓ (siarczan bizmutylu)
Osady nie rozpuszczają się w 2 n roztworach wodorotlenków alkalicznych w przeciwieństwie do hydrolizujących soli antymonu i cyny.
Sole bizmutylowe rozpuszczają się w rozcieńczonych kwasach mineralnych, a pod wypływem siarkowodoru przechodzą w siarczki:
2BiOCl + 3H2S → Bi2S3 + 2HCl + 2H2O
Siarkowodór (H2S)
Siarkowodór wytrąca ciemnobrunatny siarczek bizmutu(III) z roztworów zawierających jony Bi3+:
2Bi3+ + 3H2S → Bi2S3↓ + 6H+
Powstały osad nie rozpuszcza się w rozcieńczonych kwasach na zimno, w siarczku amonu i metali alkalicznych w przeciwieństwie do Sb2S3, SnS i SnS2. Jest rozpuszczalny w gorącym rozcieńczonym kwasie azotowym i w gorącym stężonym kwasie solnym:
Bi2S3 + 2NO3− + 8H+ → Bi3+ + 2NO↑ + 4H2O + 3S↓
wodorotlenek sodu, potasu i amoniak (NaOH, KOH, NH3·H2O)
Jony OH− wytrącają z roztworów zawierających jony Bi3+ osad białego wodorotlenku bizmutu(III), który nie rozpuszcza się w nadmiarze odczynników w przeciwieństwie do Pb(OH)2, Sb(OH)3, Sn(OH)2 (wodorotlenki rozpuszczalne w ługach) i Cu(OH)2, Cd(OH)2 (wodorotlenki rozpuszczalne w amoniaku). Wodorotlenek bizmutu(III) podczas ogrzewania przechodzi w BiO(OH).
Bi3+ + 3OH− → Bi(OH)3↓
Jodek potasu (KI)
Jodek potasu wytrąca z roztworów zawierających Bi3+ osad jodku bizmutu(III) o barwie brunatnoczarnej, który jest rozpuszczalny w nadmiarze odczynnika z utworzeniem soli kompleksowej tetrajodobizmutanu potasu o pomarańczowym kolorze:
Bi3+ + 3I− → BiI3↓
BiI3 + I− ⇌ BiI4−
Sól kompleksowa hydrolizuje podczas rozcieńczania wodą z utworzeniem osadu pomarańczowego jodku bizmutylu:
BiI4− + H2O ⇌ BiOI + 2H+ + 3I−
Obecność octanu sodu ułatwia powyższą hydrolizę.
Jodek bizmutylu łatwo rozpuszcza się w nadmiarze jodków z odtworzeniem tetrajodobizmutanu.
Trihydroksycynian(II) sodu Na[Sn(OH)3]
Przygotowanie odczynnika:
Do roztworu chlorku cyny(II) dodaje się rozcieńczony ług sodowy aż do rozpuszczenia początkowo powstałego białego osadu wodorotlenku cyny(II). Należy unikać nadmiaru ługu z uwagi na możliwą autooksydacje i wydzielenie wolnej cyny.
Trihydroksycynian(II) sodu redukuje jony Bi3+ do metalicznego bizmutu (redukcja zachodzi ze związkami rozpuszczalnymi, jak i osadami):
2Bi3+ + 3Sn(OH)3− + 9OH− → 2Bi0↓ + 3Sn(OH)62−
Wodorofosforan sodu (Na2HPO4)
Wytrąca biały osad fosforanu bizmutu, który nie jest rozpuszczalny w 0,2 n HNO3 w przeciwieństwie do reszty podgrupy IIA. Osad rozpuszcza się także w stężonym kwasie solnym.
Bi3+ + HPO42− → BiPO4 + H+
Chromian i dichromian potasu. (K2CrO4, K2Cr2O7)
Wytrącają ze słabo kwasowych roztworów żółty osad (BiO)2CrO4 i (BiO)2CrO7 rozpuszczalny w 0,2 n HNO3, nierozpuszczalny w 2 n roztworach ługów.
Heksacyjaninochromian(III) amonu lub potasu ((NH4)3[Cr(SCN)6] lub K3[Cr(SCN)6])
Wytrąca z roztworów zawierających jony Bi3+ ceglastoczerwony osad heksatiocyjanianochromianu(III) bizmutu:
Bi3+ + Cr(SCN)63− → Bi[Cr(SCN)6]↓
Podobna rekcja zachodzi wobec soli srebra, rtęci i ołowiu (przyjmują kolory od żółtego do różowoczerwonego).
Tiomocznik SC(NH2)2
W stężonym roztworze wraz z jonami Bi3+ daje intensywne żółte zabarwienie pochodzące od kompleksu o wzorze ogólnym Bi[SC(NH2)2]x3+, gdzie x jest zmienną zależną od stężenia składników oraz wartości pH roztworu. Antymon reaguje podobnie, jednak barwa jest mniej intensywna.
Azotan cynchoniny
W obecności KI w kwasowym środowisku daje z jonami Bi3+ pomarańczowoczerwony osad rozpuszczalny w etanolu, acetonie i cykloheksanonie. Reakcja jest czuła, jednak jony Hg22+ przeszkadzają jej.
Ditizon (difenylotiokarbazon)
Chloroformowy roztwór ditizonu o barwie zielonej zmienia kolor na pomarańczowy pod wpływem zakwaszonych roztworów soli bizmutu. Powstaje kompleks ditizonianu bizmutu(III).

#### Oznaczanie miedzi (Cu2+)
Barwa płomienia
Lotne sole miedzi zabarwiają płomień na zielono.
Siarkowodór (H2S)
Wytrąca z roztworów zawierających jony Cu2+ czarny osad siarczku miedzi(II). Reakcja zachodzi w środowisku obojętnym lub słabo kwasowym:
Cu2+ + H2S → CuSˇ + 2H+
Powstały osad nie jest rozpuszczalny w rozcieńczonych kwasach nieorganicznych, siarczkach alkalicznych (w przeciwieństwie do siarczku rtęci(II)), rozpuszcza się na gorąco w rozcieńczonym kwasie azotowym:
3CuS + 2NO3− + 8H+ → 3S↓ + 3Cu2+ + 2NO↑ +4H2O
Świeżo wytrącony (jeśli użyto do wytrącania AKT, należy użyć nadmiaru odczynnika oraz ogrzewać co najmniej 15 minut na łaźni wrzącej łaźni wodnej z uwagi na wstępnie zachodzącą redukcje Cu2+ do Cu+, późniejsze tworzenie związków kompleksowych miedzi, aby w ostatnim etapie powstała mieszanina CuS i Cu2S) siarczek miedzi(II) rozpuszcza się w roztworze cyjanku potasu z utworzeniem soli kompleksowej tetracyjanomiedzianu(I) potasu. CuS łatwo utlenia się na powietrzu do siarczanu.
Wodorotlenek sodu lub potasu (NaOH lub KOH)
Ługi wytrącają na zimno niebieski osad wodorotlenku miedzi(II), który jest słabo rozpuszczalny w 6 n roztworze wspomnianych alkaliów. Cu(OH)2 rozkłada się podczas ogrzewania z wydzieleniem ciemnoszarego tlenku miedzi(II).
Cu2+ + 2OH− → Cu(OH)2↓
Cu(OH)2 → CuO + H2O
Niektóre kwasy organiczne np. kwas winowy i cytrynowy, kompleksują wodorotlenek – powstaje roztwór o błękitnym zabarwieniu.
Heksacyjanożelazian(II) potasu K4[Fe(CN)6]
Reakcja z tym odczynnikiem jest jedną z czulszych metod detekcji jonów miedzi(II). W bardziej stężonych roztworach pojawia się czerwonobrunatny osad, a w przypadku małego stężenia roztwór zabarwia się na kolor od czerwonego do różowobrunatnego.
2Cu2+ + Fe(CN)64− → Cu2[Fe(CN)6]
Reakcje przeprowadza się w obojętnym lub lekko kwasowym środowisku.
Osad jest rozpuszczalny w wodzie amoniakalnej z utworzeniem niebieskiego roztworu, nie rozpuszcza się natomiast w rozcieńczonych kwasach nieorganicznych. Ług sodowy i potasowy rozkładają osad, a jony żelaza(III) przeszkadzają w analizie.

#### Oznaczanie kadmu (Cd2+)
Siarkowodór (H2S)
Jony siarczkowe wytrącają z roztworów jasnożółty osad siarczku kadmu:
Cd2+ + S2− → CdS↓
Jeśli są obecne w roztworze inne aniony, jest możliwe wytrącenie się osadu, którego kolor może być od pomarańczowego do czerwonobrunatnego. Jest to efektem tworzenia się soli podwójnych. Jeżeli roztwór zawiera chlorowodór w stężeniu większym niż 1 M jest możliwe niewytrącenie się siarczku z uwagi na tworzenie się bezbarwnego kompleksu tetrachlorokadmowego.
Siarczek kadmu rozpuszcza się na gorąco w rozcieńczonym kwasie azotowym:
3CdS + 2NO3− + 8H+ → 3Cd2+ + NO↑ + 4H2O + 3S0↓
Heksacyjanożelazian(II) potasu i heksacyjanożelazian(III) potasu (K4[Fe(CN)6] i K3[Fe(CN)6])
Wytrącają odpowiednio biały i pomarańczowożółty osad soli kompleksowych:
2Cd2+ + [Fe(CN)6]4− → Cd2[Fe(CN)6]↓
3Cd2+ + 2[Fe(CN)6]3− → Cd3[Fe(CN)6]2↓
Wodorotlenek sodu i wodorotlenek potasu (NaOH i KOH)
Wytrącają z roztworu biały, bezpostaciowy osad wodorotlenku kadmu(II):
Cd2+ + 2OH− → Cd(OH)2↓
Osad nie rozpuszcza się w nadmiarze odczynnika, jest natomiast rozpuszczalny w wodzie amoniakalnej z utworzeniem kompleksu tetraaminakadmowego(II):
Cd(OH)2 + 4(NH3·H2O) → Cd(NH3)42+ + 2OH− + 4H2O
Cyjanek potasu (KCN)
Wytrąca z roztworów jony kadmu biały osad cyjanku kadmu, który jest rozpuszczalny w nadmiarze odczynnika z utworzeniem kompleksu tetracyjanokadmowego(II):
Cd2+ + 2CN− → Cd(CN)2↓
Cd(CN)2 + 2CN− ⇌ Cd(CN)42−
Wodorofosforan sodu (Na2HPO4)
Wytrąca z roztworów zawierających jony kadmu biały osad Cd3(PO4)2, który rozpuszcza się w kwasach mineralnych i kwasie octowym.
p-Nitrofenylodiazoaminoazobenzen (kadion)
W alkalicznym środowisku wobec Cd(OH)2 kadion zmienia barwę z fioletowoczerwonej na różowoniebieską.

#### Oznaczanie arsenu (As3+)
Siarkowodór (H2S)
Jony S2− wytrącają z roztworów zawierających jony arsenu żółty osad siarczku.
2As3+ + 3S2− → As2S3↓
AsO43− + S2− + 8H+ → As3+ + S↓ + 4H2O
Osad nie rozpuszcza się w 12 M kwasie solnym, ale rozpuszcza się w stężonym kwasie azotowym oraz roztworach NaOH, KOH, wodzie amoniakalnej (NH4)2CO3 i (NH4)2S z utworzeniem siarkoarsenianów. Zakwaszenie siarkosoli wytrąca ponownie siarczki.
Azotan srebra (AgNO3)
Jony srebra wytrącają z obojętnych roztworów arsenianów osad arsenianu srebra o żółtej barwie. Osad rozpuszcza się w kwasach i wodzie amoniakalnej.
AsO2− + 3Ag+ + 3H2O ⇌ Ag3AsO3↓ + H+
Do zakwaszonej kwasem azotowym próbki wprowadza się AgNO3, następnie dodaje się amoniak tak aby ciecze nie zmieszały się. Jeśli próbka zawiera AsO2−, to na granicy faz powstanie żółty pierścień arseninu srebra.
Siarczan miedzi (CuSO4)
Wytrąca z roztworów zawierających As3+ żółtozielony osad wodoroarseninu miedzi.
Próba Marsha
Wodór in statu nascendi redukuje związki arsenu do arsenowodoru, który silnie ogrzany tworzy lustro arsenowe.
Wodny roztwór jodu
Roztwór jodu utlenia jony AsO33− do AsO43−, odbarwiając się:
AsO33− + I2 + H2O ⇌ AsO43− + 2I− +2H+
Powstały HI może redukować jony arsenianowe(V) do arsenianowych(III), dlatego należy dodać wodorowęglanu sodu, który zwiąże powstały kwas.

#### Oznaczanie arsenu (As5+)
Siarkowodór (H2S)
Siarkowodór wytrąca na zimno z zakwaszonych roztworów arsenianów żółty osad mieszaniny siarczków arsenu i wolnej siarki:
2AsO43− +5H2S + 6H+ → As2S5↓ + 8H2O
Jony S2− redukują As(V) do As(III):
AsO43− + S2− + 8H+ → As3+ +S↓ + 4H2O
Kationy As3+ reagują z jonami siarczkowymi, dając sól:
2As3+ + 3S2− → As2S3↓
Powstały osad siarczków nie jest rozpuszczany w 12 mol/L kwasie solnym, rozpuszcza się jednak w:
Stężonym ługu sodowym i potasowym oraz w wodzie amoniakalnej z utworzeniem siarkoarsenianów i tlenosiarkoarsenianów:
3As2S5 + 6OH− ⇌ AsS43− + AsO3S3− + 3H2O
Roztworze siarczku amonu – tworzy siakroarseniany:
As2S5 +S2− ⇌ 2AsS43−
Roztworze węglanu amonowego:
As2S5 + 3CO32− → AsS43− + 3CO2↑
Zakwaszenie siarkosoli i tlenosiarkosoli powoduje ponowne wytrącanie siarczku.
Stężony kwas azotowy:
3As2S5 + 4H2O + 40NO3− → 6AsO43− + 15SO42− + 8H+ + 40NO↑
Jodek potasu (KI)
Aniony I− w kwasowym środowisku dają brunatne zabarwienie z uwagi na utlenianie jodków do wolnego jodu:
AsO43− +2I− + 2H+ ⇌ AsO33− + I2 + H2O
Azotan srebra (AgNO3)
Jony Ag+ wytrącają w obojętnym środowisku czekoladowobrunatny osad arsenianu srebra:
AsO43− + 3Ag+ → Ag3AsO4↓
Powstały osad jest rozpuszczalny w roztworze amoniaku oraz w kwasie azotowym.
Mieszanina magnezowa (MgCl2 + NH3·H2O + NH3Cl)
Wytrąca z obojętnych lub amoniakalnych roztworów zawierających arseniany biały, krystaliczny osad arsenianu magnezowo-amonowego:
AsO43− + Mg2+ + NH4+ → MgNH4AsO4↓
Molibdenian amonowy ((NH4)2MoO4)
Wprowadzony w nadmiarze do próbki zawierającej arsenian i kwas azotowy wytrąca na gorąco żółty osad molibdenianoarsenianu amonu:
AsO43− + 3NH4+ + 12MoO42− + 24H+ → (NH4)3As(Mo3O10)4↓ + 12H2O
Podfosforyn sodu (NaH2PO2)
W silnie kwasowym środowisku redukuje związki arsenu do wolnego pierwiastka, który wytrąca się w postaci koloidalnej.
4As3+ + 3H2PO2− + 6H2O → 4As↓ + 3PO43− + 18H+
Próba Marsha
Wodór in statu nascendi redukuje związki arsenu do arsenowodoru, który silnie ogrzany tworzy lustro arsenowe.
Próba Gutzeita
Modyfikacja próby Marsha. Arsenowodór jest pochłaniany w roztworze związku, z którym reaguje i daje ciemną barwę.
Próba Bettendorfa
Związki arsenu redukuje się za pomocą SnCl2 w HCl. Roztwór zabarwia się na brunatno i powstaje czarny osad wolnego arsenu.
Rozdzielanie kationów II grupy w toku analizy chemicznejPo oddzieleniu II grupy dodać do roztworu ok. 15 kropel AKT. Probówkę zatkać korkiem z pipetką, umieścić ją we wrzącej łaźni wodnej i ogrzewać przez 15 minut (nie krócej). Zamiast roztworu AKT można użyć wody siarkowodorowej lub wytrącać bezpośrednio gazowym H2S. W tym przypadku roztwór ogrzewać (do temp. ok. 70 °C) i przepuszczać przez niego gazowy H2S przez co najmniej 3 minuty. Osad odwirować i po stwierdzeniu zupełności wytrącenia po dodatkowym zakwaszeniu, oddzielić od roztworu.
| Osad I: HgS, Bi2S3, CuS, CdS, As2S3, As2S5, Sb2S3, SnS, SnS2 i S. Osad przemyć kilkoma kroplami ogrzanego do wrzenia roztworu zawierającego NH4Cl i AKT lub H2S. Do osadu dodać około 1 ml 1 n KOH i 5 kropel 3% H2O2, zamieszać. Ogrzewać na łaźni wodnej ok. 3 minut i wirować. Oddzielić osad od roztworu. Osad dwukrotnie przemyć 6 kroplami wody i wodę z przemycia dołączyć do roztworu. | Osad I: HgS, Bi2S3, CuS, CdS, As2S3, As2S5, Sb2S3, SnS, SnS2 i S. Osad przemyć kilkoma kroplami ogrzanego do wrzenia roztworu zawierającego NH4Cl i AKT lub H2S. Do osadu dodać około 1 ml 1 n KOH i 5 kropel 3% H2O2, zamieszać. Ogrzewać na łaźni wodnej ok. 3 minut i wirować. Oddzielić osad od roztworu. Osad dwukrotnie przemyć 6 kroplami wody i wodę z przemycia dołączyć do roztworu. | Roztwór I: Zawiera kationy grupy IV i V. Zachować do dalszego badania. |
| Osad II: zawiera podgrupę II A: HgS, Bi2S3, CuS, CdS. Do osadu dodać około 1 ml 6 n HNO3 i gotować około 2 min, następnie wirować. | Osad II: zawiera podgrupę II A: HgS, Bi2S3, CuS, CdS. Do osadu dodać około 1 ml 6 n HNO3 i gotować około 2 min, następnie wirować. | Roztwór II: Zawiera kationy podgrupy II B |
| Osad III: HgS (brunatny) lub HgS∙Hg(NO3)2 (biały) + S. Przemyć 6 kroplami wody, dodać 6 kropel 6 n HCl i 2 krople 6 n HNO3. Ogrzać do rozpuszczenia się osadu. Odparować prawie do sucha, dolać kilka kropel wody, oddzielić od wydzielonej siarki (sączyć) i dodać kilka kropel SnCl2. Powstanie białego, szarzejącego osadu wskazuje na obecność jonu Hg2+.                                  | Roztwór III: Bi3+, Cu2+, Cd2+ oraz nadmiar HNO3. Dodać kroplami stężonego NH3∙H2O do odczynu zasadowego, po czym kilka kropel w nadmiarze. Wirować. Osad oddzielić od roztworu. | Roztwór III: Bi3+, Cu2+, Cd2+ oraz nadmiar HNO3. Dodać kroplami stężonego NH3∙H2O do odczynu zasadowego, po czym kilka kropel w nadmiarze. Wirować. Osad oddzielić od roztworu. |
| Osad III: HgS (brunatny) lub HgS∙Hg(NO3)2 (biały) + S. Przemyć 6 kroplami wody, dodać 6 kropel 6 n HCl i 2 krople 6 n HNO3. Ogrzać do rozpuszczenia się osadu. Odparować prawie do sucha, dolać kilka kropel wody, oddzielić od wydzielonej siarki (sączyć) i dodać kilka kropel SnCl2. Powstanie białego, szarzejącego osadu wskazuje na obecność jonu Hg2+.                                  | Osad IV: Bi(OH)3 (biały). Przemyć dwukrotnie 5 kroplami wody destylowanej. Dodać roztwór SnCl2 i alkalizować roztworem 3 n NaOH. Sczernienie osadu od wydzielonego metalicznego bizmutu świadczy o obecności jonu Bi3+. | Roztwór IV: jeżeli jest niebieski, zawiera Cu(NH3)42+ i ewent. Cd(NH3)42+. Dodać AKT, ogrzać. Wirować. Do osadu (CuS i CdS) dodać 6 n HCl. Odwirować. Osad CuS odrzucić.        |
| Osad III: HgS (brunatny) lub HgS∙Hg(NO3)2 (biały) + S. Przemyć 6 kroplami wody, dodać 6 kropel 6 n HCl i 2 krople 6 n HNO3. Ogrzać do rozpuszczenia się osadu. Odparować prawie do sucha, dolać kilka kropel wody, oddzielić od wydzielonej siarki (sączyć) i dodać kilka kropel SnCl2. Powstanie białego, szarzejącego osadu wskazuje na obecność jonu Hg2+.                                  | Osad IV: Bi(OH)3 (biały). Przemyć dwukrotnie 5 kroplami wody destylowanej. Dodać roztwór SnCl2 i alkalizować roztworem 3 n NaOH. Sczernienie osadu od wydzielonego metalicznego bizmutu świadczy o obecności jonu Bi3+. | Roztwór V: CdCl42− Dodać stężonego NH3∙H2O do odczynu lekko zasadowego i AKT. Ogrzewać. Żółtopomarańczowy osad CdS świadczy o obecności jonu Cd2+.                              |

Rozdzielanie kationów podgrupy II BRoztwór po oddzieleniu podgrupy A może zawierać jony: AsO43−, SO42−, SbOS−, SbS2−, Sn(OH)62−, SnS32−, OH−. Roztwór zakwasić rozcieńczonym HCl wobec papierka lakmusowego, dodać 5–10 kropel AKT lub przepuścić H2S, ogrzewać przez parę minut i odwirować. Po sprawdzeniu całkowitości wytrącenia ciecz znad osadu wylać.
| Osad I: As2S3, Sb2S3, SnS, S. Dodać 5–10 kropel stężonego HCl, ogrzewać ostrożnie przez kilka minut i wirować. | |
| Osad II: As2S3, S. Osad przemyć wodą destylowaną. 1) Do osadu dodać stężonego HNO3, ogrzewać i oddzielić przez sączenie od wydzielone siarki. Do roztworu zawierającego jony AsO42− dodać roztworu molibdenianu amonowego (NH4)2MoO4 i ogrzewać do wrzenia. Żółty osad wskazuje na obecność As3+. 2) Dodać do osadu roztworu (NH4)2CO3. Oddzielić od siarki i dodać mieszaniny magnezowej. Biały osad świadczy o obecności As3+. | Roztwór I: Sb3+, SnCl2−, nadmiar HCl i H2S. Ogrzewać do usunięcia H2S. Roztwór podzielić na 2 części. W pierwszej części roztworu wykryć Sn2+. W tym celu dodać opiłków żelaznych i ogrzewać. Zachodzi wówczas redukcja Sn4+ do Sn2+ oraz Sb3+ do Sb0. Odwirować i do roztworu zawierającego Sn2+ dodać 1–2 krople HgCl2. Biały lub szarzejący osad świadczy o obecności jonu Sn2+. Drugą część roztworu bada się na obecność jonu Sb3+: a) jeżeli nie stwierdzono uprzednio obecności Sn2+, roztwór rozcieńczyć wodą do podwójnej objętości, dodać 5 kropel AKT lub H2S i ogrzewać; pomarańczowy osad Sb2S3 wskazuje na obecność jonu Sb3+: b) jeżeli obecność Sn2+ została stwierdzona, roztwór zobojętnić NH3∙H2O, dodać stałego kwasu szczawiowego H2C2O4, 5 kropel roztworu AKT lub H2S i ogrzewać; pomarańczowy osad Sb2S3 wskazuje na obecność jonu Sb3+. |

### III grupa kationów
Trzecia grupa to Zn2+, Ni2+, Co2+, Mn2+, Fe2+, Fe3+, Al3+ oraz Cr3+.
Tworzą one siarczki nierozpuszczalne w wodzie, ale rozpuszczalne w kwasach. Podobnie jak w grupie II, odczynnikiem grupowym może być dowolne źródło anionów S2− w środowisku obojętnym lub słabo zasadowym. Często stosuje się tioacetamid.
Rozdzielanie kationów podgrupy III w toku analizy chemicznejPrzed przystąpieniem do analizy III grupy należy stwierdzić stopień utlenienia ewentualnie obecnego kationu żelaza.
| Po oddzieleniu IV grupy kationów roztwór odparować do objętości 1–2 ml, dodać 1 ml 4 M NH4Cl, kilka kropel stężonego NH3∙H2O do uzyskania odczynu zasadowego oraz 20–25 kropel roztworu CH3CSNH2 lub (NH4)2S. Ogrzewać przez 15 min (nie krócej!) na wrzącej łaźni wodnej. Odwirować, zdekantować, sprawdzić całkowitość wytrącenia. Osad przemyć dwukrotnie uprzednio przygotowanym roztworem. Jeżeli nie ma kationów dalszych grup, roztwór uzyskany po przemyciu wylać. Osad odstawić na 5–10 min. | | |
| Osad I: CoS, NiS, MnS, ZnS, FeS, Fe2S3, Al(OH)3, Cr(OH)3 i ewent. Mg(OH)2. Do osadu dodać 2 ml 1 mol/l (nie mocniejszego) HCl. Mieszać bagietką przez 5 min (nie ogrzewać!). Odwirować. | Osad I: CoS, NiS, MnS, ZnS, FeS, Fe2S3, Al(OH)3, Cr(OH)3 i ewent. Mg(OH)2. Do osadu dodać 2 ml 1 mol/l (nie mocniejszego) HCl. Mieszać bagietką przez 5 min (nie ogrzewać!). Odwirować. | Roztwór I: ewent. kationy grupy V. Zachować do badania. |
| Osad II: CoS, NiS. Przemyć 2 razy wodą destylowaną. Dodać do osadu 10–15 kropel 6 mol/l HCl i 5–7 kropel 3% H2O2. Ogrzewać na łaźni wodnej aż do rozpuszczenia, następnie odsączyć od wydzielonej siarki. Przesącz podzielić na 3 części. I część zbadać na obecność Ni2+. W tym celu dodać stęż. NH3∙H2O do otrzymania odczynu zasadowego oraz kilka kropel roztworu dimetyloglioksymu. Powstanie różowego osadu świadczy o obecności Ni2+. II część badać na obecność Co2+. Dodać kilka kropel 5 M (nie słabszego) roztworu KNCS. W razie powstania czerwonego zabarwienia roztworu dodać kroplami NH4F aż do odbarwienia, a następnie kilka kropel alkoholu amylowego. Silnie wstrząsnąć probówką. Niebieskie zabarwienie warstwy alkoholowej świadczy o obecności Co2+. III część badać również na obecność Co2+. Dodać 3 krople CH3COOH, 3 krople CH3COONa oraz ok. 0,2 g stałego KNO2. Powstanie żółtego osadu K3[Co(N03)6] świadczy o obecności jonu Co2+. | Roztwór II: Mn2+, Zn2+, Fe2+, Fe3+, Al3+, Cr3+ oraz nadmiar HCl i H2S i ewent. Mg2+. Do roztworu dodać 10 kropel 3 mol/l HNO3 i ogrzewać na wrzącej łaźni wodnej przez 10 min. Do roztworu dodać 6 mol/l NaOH do uzyskania odczynu zasadowego i 2–3 krople nadmiaru oraz kilka kropel 3% H2O2. Ogrzewać na łaźni wodnej aż do rozłożenia się nadmiaru H2O2. | Roztwór II: Mn2+, Zn2+, Fe2+, Fe3+, Al3+, Cr3+ oraz nadmiar HCl i H2S i ewent. Mg2+. Do roztworu dodać 10 kropel 3 mol/l HNO3 i ogrzewać na wrzącej łaźni wodnej przez 10 min. Do roztworu dodać 6 mol/l NaOH do uzyskania odczynu zasadowego i 2–3 krople nadmiaru oraz kilka kropel 3% H2O2. Ogrzewać na łaźni wodnej aż do rozłożenia się nadmiaru H2O2. |
| Osad II: CoS, NiS. Przemyć 2 razy wodą destylowaną. Dodać do osadu 10–15 kropel 6 mol/l HCl i 5–7 kropel 3% H2O2. Ogrzewać na łaźni wodnej aż do rozpuszczenia, następnie odsączyć od wydzielonej siarki. Przesącz podzielić na 3 części. I część zbadać na obecność Ni2+. W tym celu dodać stęż. NH3∙H2O do otrzymania odczynu zasadowego oraz kilka kropel roztworu dimetyloglioksymu. Powstanie różowego osadu świadczy o obecności Ni2+. II część badać na obecność Co2+. Dodać kilka kropel 5 M (nie słabszego) roztworu KNCS. W razie powstania czerwonego zabarwienia roztworu dodać kroplami NH4F aż do odbarwienia, a następnie kilka kropel alkoholu amylowego. Silnie wstrząsnąć probówką. Niebieskie zabarwienie warstwy alkoholowej świadczy o obecności Co2+. III część badać również na obecność Co2+. Dodać 3 krople CH3COOH, 3 krople CH3COONa oraz ok. 0,2 g stałego KNO2. Powstanie żółtego osadu K3[Co(N03)6] świadczy o obecności jonu Co2+. | Osad III: Fe(OH)3, MnO·MnO2 i ewent. Mg(OH)2. Przemyć 2 razy wodą destylowaną. Dodać 1 ml 4 mol/l roztworu NH4Cl mieszać bagietką ok. 5 min. Odwirować. | Roztwór III: Al(0H)4−, Zn(OH)42−, CrO42− oraz nadmiar NaOH. Dodać 6 mol/l CH3COOH do odczynu kwaśnego i jeszcze 3–4 krople nadmiaru. Następnie, jeżeli roztwór ma zabarwienie pomarańczowe, zbadać na obecność jonu Cr2O72−: a) do 2 kropel roztworu na szkiełku lub płytce porcelanowej dodać 2 krople Pb(CH3COO)2 – żółty osad PbCrO4 świadczy o obecności w badanej Próbie jonów Cr3+; b) przygotować mieszaninę Lehnera (równe objętości 1,5 mol/l H2SO4, 3% H2O2 i eteru), dodać do niej kilka kropel badanego roztworu i silnie wstrząsnąć – niebieskie zabarwienie warstwy eterowej od powstałego CrO5 świadczy o obecności chromu. Jeżeli obecność jonów Cr2O72− została stwierdzona, należy je usunąć przez wytrącenie w postaci BaCrO4. W tym celu należy dodać kilka kropel Ba(NO3)3, odwirować i osad odrzucić (jeśli obecności Cr2O72− nie stwierdzono, dodanie Ba(NO3)2 jest zbyteczne). Roztwór badać. Do roztworu, w którym są jony Al3+, Zn2+, dodać stęż. NH3∙H2O do uzyskania odczynu zasadowego i kilka kropel nadmiaru. Odwirować. |
| Osad II: CoS, NiS. Przemyć 2 razy wodą destylowaną. Dodać do osadu 10–15 kropel 6 mol/l HCl i 5–7 kropel 3% H2O2. Ogrzewać na łaźni wodnej aż do rozpuszczenia, następnie odsączyć od wydzielonej siarki. Przesącz podzielić na 3 części. I część zbadać na obecność Ni2+. W tym celu dodać stęż. NH3∙H2O do otrzymania odczynu zasadowego oraz kilka kropel roztworu dimetyloglioksymu. Powstanie różowego osadu świadczy o obecności Ni2+. II część badać na obecność Co2+. Dodać kilka kropel 5 M (nie słabszego) roztworu KNCS. W razie powstania czerwonego zabarwienia roztworu dodać kroplami NH4F aż do odbarwienia, a następnie kilka kropel alkoholu amylowego. Silnie wstrząsnąć probówką. Niebieskie zabarwienie warstwy alkoholowej świadczy o obecności Co2+. III część badać również na obecność Co2+. Dodać 3 krople CH3COOH, 3 krople CH3COONa oraz ok. 0,2 g stałego KNO2. Powstanie żółtego osadu K3[Co(N03)6] świadczy o obecności jonu Co2+. | Osad IV: Fe(OH)3, MnO·MnO2. Osad podzielić na dwie części. I część osadu rozpuścić w HCl. Badać na obecność Fe3+; a) dodać KNCS – krwistoczerwone zabarwienie świadczy o obecności Fe3+; b) dodać K4[Fe(CN)6] – szafirowy osad błękitu pruskiego świadczy o obecności Fe3+. II część osadu badać na Mn2+. Dodać stęż. H2SO4 i ogrzewać aż do ukazania się białego dymu. Następnie dodać stałego PbO2 lub Pb3O4 i 5 kropel stęż. HNO3. Ogrzewać w parowniczce przez 1 min, następnie dodać wody destylowanej i jeszcze raz ogrzać do wrzenia. Odwirować. Czerwonofioletowe zabarwienie roztworu (od powstałego MnO4−) świadczy o obecności Mn2+ (reakcja Cruma). | Roztwór III: Al(0H)4−, Zn(OH)42−, CrO42− oraz nadmiar NaOH. Dodać 6 mol/l CH3COOH do odczynu kwaśnego i jeszcze 3–4 krople nadmiaru. Następnie, jeżeli roztwór ma zabarwienie pomarańczowe, zbadać na obecność jonu Cr2O72−: a) do 2 kropel roztworu na szkiełku lub płytce porcelanowej dodać 2 krople Pb(CH3COO)2 – żółty osad PbCrO4 świadczy o obecności w badanej Próbie jonów Cr3+; b) przygotować mieszaninę Lehnera (równe objętości 1,5 mol/l H2SO4, 3% H2O2 i eteru), dodać do niej kilka kropel badanego roztworu i silnie wstrząsnąć – niebieskie zabarwienie warstwy eterowej od powstałego CrO5 świadczy o obecności chromu. Jeżeli obecność jonów Cr2O72− została stwierdzona, należy je usunąć przez wytrącenie w postaci BaCrO4. W tym celu należy dodać kilka kropel Ba(NO3)3, odwirować i osad odrzucić (jeśli obecności Cr2O72− nie stwierdzono, dodanie Ba(NO3)2 jest zbyteczne). Roztwór badać. Do roztworu, w którym są jony Al3+, Zn2+, dodać stęż. NH3∙H2O do uzyskania odczynu zasadowego i kilka kropel nadmiaru. Odwirować. |
| Osad II: CoS, NiS. Przemyć 2 razy wodą destylowaną. Dodać do osadu 10–15 kropel 6 mol/l HCl i 5–7 kropel 3% H2O2. Ogrzewać na łaźni wodnej aż do rozpuszczenia, następnie odsączyć od wydzielonej siarki. Przesącz podzielić na 3 części. I część zbadać na obecność Ni2+. W tym celu dodać stęż. NH3∙H2O do otrzymania odczynu zasadowego oraz kilka kropel roztworu dimetyloglioksymu. Powstanie różowego osadu świadczy o obecności Ni2+. II część badać na obecność Co2+. Dodać kilka kropel 5 M (nie słabszego) roztworu KNCS. W razie powstania czerwonego zabarwienia roztworu dodać kroplami NH4F aż do odbarwienia, a następnie kilka kropel alkoholu amylowego. Silnie wstrząsnąć probówką. Niebieskie zabarwienie warstwy alkoholowej świadczy o obecności Co2+. III część badać również na obecność Co2+. Dodać 3 krople CH3COOH, 3 krople CH3COONa oraz ok. 0,2 g stałego KNO2. Powstanie żółtego osadu K3[Co(N03)6] świadczy o obecności jonu Co2+. | Roztwór IV: Mg2+ i nadmiar NH4+. Do roztworu dodać 3 krople stęż. NH3∙H2O i kilka kropel Na2HPO4. Powstanie białego osadu MgNH4PO4 świadczy o obecności jonu Mg2+. | Roztwór III: Al(0H)4−, Zn(OH)42−, CrO42− oraz nadmiar NaOH. Dodać 6 mol/l CH3COOH do odczynu kwaśnego i jeszcze 3–4 krople nadmiaru. Następnie, jeżeli roztwór ma zabarwienie pomarańczowe, zbadać na obecność jonu Cr2O72−: a) do 2 kropel roztworu na szkiełku lub płytce porcelanowej dodać 2 krople Pb(CH3COO)2 – żółty osad PbCrO4 świadczy o obecności w badanej Próbie jonów Cr3+; b) przygotować mieszaninę Lehnera (równe objętości 1,5 mol/l H2SO4, 3% H2O2 i eteru), dodać do niej kilka kropel badanego roztworu i silnie wstrząsnąć – niebieskie zabarwienie warstwy eterowej od powstałego CrO5 świadczy o obecności chromu. Jeżeli obecność jonów Cr2O72− została stwierdzona, należy je usunąć przez wytrącenie w postaci BaCrO4. W tym celu należy dodać kilka kropel Ba(NO3)3, odwirować i osad odrzucić (jeśli obecności Cr2O72− nie stwierdzono, dodanie Ba(NO3)2 jest zbyteczne). Roztwór badać. Do roztworu, w którym są jony Al3+, Zn2+, dodać stęż. NH3∙H2O do uzyskania odczynu zasadowego i kilka kropel nadmiaru. Odwirować. |

### IV grupa kationów
Czwarta grupa to Ca2+, Sr2+ i Ba2+.
Tworzą one nierozpuszczalne w wodzie węglany. Odczynnikiem grupowym jest więc węglan amonu w środowisku buforu amonowego. Ponieważ węglany kationów grup I, II i III są również nierozpuszczalne, należy je najpierw oddzielić.
Bardziej specyficzną reakcją jest strącanie siarczanów.
Siarczany baru i strontu są bardzo słabo rozpuszczalne, a siarczan wapnia słabo, choć o rząd wielkości lepiej niż dwa pozostałe. Przewagą tej metody jest dobra rozpuszczalność kationów grup II i III. Wciąż jednak przeszkadzają kationy grupy I, w szczególności Pb2+.
Najłatwiej rozróżnić je metodą barwienia płomienia palnika, o ile w roztworze nie występują kationy grupy V:
- Ca2+ barwi płomień na ceglastoczerwony
- Sr2+ barwi płomień na karminowoczerwony
- Ba2+ barwi płomień na żółtozielony

Węglan amonu (NH4)2CO3 i inne rozpuszczalne węglanyJony CO32− wytrącają z obojętnego lub zasadowego roztworu zawierającego jony Ba2+ biały osad węglanu baru BaCO3. Ogrzewanie i dłuższe odstanie sprzyja powstaniu grubokrystalicznego osadu:
Ba2+ + CO32− → BaCO3
BaCO3 łatwo roztwarza się w kwasie octowym i w rozcieńczonych kwasach mineralnych (do roztwarzania BaCO3 nie należy używać H2SO4, ponieważ wytrąciłby się trudno rozpuszczalny BaSO4):
BaCO3 + 2H+ → Ba2+ + CO2↑ + H2O
W obecności dużych ilości jonów NH4+, a przy małym stężeniu jonów Ba2+, osad węglanu baru może się nie powstać. Tłumaczy się to tym, że powstaje jon HCO3− i tym samym zmniejsza się stężenie jonu CO32−, wskutek czego iloczyn rozpuszczalności nie zostaje przekroczony:
NH4+ + CO32− → NH3 + HCO3−
BaCO3 jest nieznacznie rozpuszczalny w roztworach soli amonowych mocnych kwasów (np. NH4Cl).
Rozdzielanie kationów IV grupy w toku analizy chemicznejDo roztworu dodaje się 10 kropel 3 n H2SO4 i odparowuje w parowniczce porcelanowej prawie do sucha (w celu usunięcia HCl). Odparowywanie należy przeprowadzać na siatce izolacyjnej, na bardzo małym płomieniu palnika (w celu uniknięcia rozprysków), pod wyciągiem. Po ostygnięciu do pozostałości dodaje się 3–4 ml wody i całość przenosi do probówki wirówkowej. Parowniczkę przepłukuje się 3–5 kroplami 3 n H2SO4 i zawartość dołącza do całości. Odwirowuje się:
| Roztwór I: zawiera kationy grup III i V. Pozostawia się do dalszego badania. | |
| Osad I: BaSO4, SrSO4, CaSO4 i ewentualnie PbSO4. Na początku należy stwierdzić, czy wytrącony osad zawiera PbSO4. W tym celu dodaje się do osadu 1–2 ml 6 n NaOH, dokładnie miesza bagietką i odwirowuje. Roztwór znad osadu zlewa się i po zakwaszeniu kwasem octowym sprawdza na obecność jonów Pb2+ przez dodanie roztworu K2CrO4. Żółty osad PbCrO4 świadczy o obecności jonów Pb2+. Jeżeli obecność jonów Pb2+ została stwierdzona, osad I siarczanów ponownie przepłukuje się 3 ml 6 n NaOH. Odwirowuje się. Roztwór wylewa się. Pozostały osad zawierający siarczany wapniowców przepłukuje się kilkoma kroplami 3 n H2SO4 i przeprowadza w węglany w następujący sposób: do osadu dodaje się 5 ml stężonego roztworu Na2CO3 i ogrzewa w probówce na wrzącej łaźni wodnej przez 7–10 minut, często mieszając bagietką. Roztwór odwirowuje się i wylewa, a do osadu dodaje nową porcję (5 ml) roztworu Na2CO3 i znów ogrzewa się 7–10 min na wrzącej łaźni wodnej, mieszając często bagietką. Czynność tę powtarza się jeszcze raz z nową porcją Na2CO3. Roztwór wylewa się. | |
| Osad II: BaCO3, SrCO3, CaCO3 i ewentualnie PbCO4. Osad rozpuszcza się w 6 n CH3COOH. W próbce roztworu (1–2 krople) sprawdza się obecność jonów Ba2+ przy użyciu K2CrO4. Jeżeli obecność jonów Ba2+ nie została stwierdzona, całość roztworu bada się jak roztwór III. Jeśli jony Ba2+ są obecne, do roztworu dodaje się K2CrO4. Odwirowuje się. | |
| Osad III: BaCrO4 i ewent. PbCrO4. Dodaje się 3 n NaOH w nadmiarze (dla ewent. rozpuszczenia PbCrO4), osad odwirowuje się. Przemywa się wodą i rozpuszcza w 3 n HCl. Bada się na obecność jonów Ba2+: 1) w płomieniu palnika na druciku platynowym zabarwienie żółtozielone, 2) dodaje się 1 kroplę 3 n H2SO4 – biały osad nierozpuszczalny w kwasach mineralnych świadczy o obecności jonów Ba2+. | Roztwór II: Sr2+, Ca2+ i Cr2O72−. Dodaje się NH3∙H2O (do zmiany zabarwienia na żółte) i roztwór (NH4)2CO3. Ogrzewa się na wrzącej łaźni wodnej. Osad węglanów rozpuszcza się w 6 n CH3COOH. |
| Osad III: BaCrO4 i ewent. PbCrO4. Dodaje się 3 n NaOH w nadmiarze (dla ewent. rozpuszczenia PbCrO4), osad odwirowuje się. Przemywa się wodą i rozpuszcza w 3 n HCl. Bada się na obecność jonów Ba2+: 1) w płomieniu palnika na druciku platynowym zabarwienie żółtozielone, 2) dodaje się 1 kroplę 3 n H2SO4 – biały osad nierozpuszczalny w kwasach mineralnych świadczy o obecności jonów Ba2+. | Roztwór III: Sr2+ i Ca2+. Dodaje się kilka kropel roztworu NH4Cl i 8–10 kropel K4[Fe(CN)6]. Czeka się 5 minut. Wytrącenie się białego krystalicznego osadu świadczy o obecności jonów Ca2+. Odwirowuje się. Do roztworu dodaje się ok. 1 ml (NH4)2SO4. Biały osad (może wytrącić się dopiero po 5 min) świadczy o obecności jonów Sr2+. Osad przemywa się gorącą wodą, zwilża stężonym HCl i bada na zabarwienie płomienia. Sole strontu barwią płomień na kolor karminowy. |

### V grupa kationów
W skład tej grupy wchodzą Mg2+, Li+, Na+, K+ oraz NH4+, przy czym właściwości
Mg2+ odbiegają trochę od właściwości innych kationów tej grupy.
Kationy tej grupy nie tworzą prawie żadnych trudno rozpuszczalnych związków,
grupa ta nie ma więc żadnego odczynnika grupowego.
- NH4+ w środowisku zasadowym wydziela charakterystyczny zapach amoniaku. Można też go wykryć za pomocą tzw. Odczynnika Nesslera, czyli mieszaniny soli kompleksowej K2[HgI4] i wodorotlenku KOH, strącając z roztworów soli amonu pomarańczowobrunatny osad. Pozostałe jony nie reagują z tym odczynnikiem.
- Mg2+ z jonami OH− tworzy galaretowaty wodorotlenek magnezu, który jest rozpuszczalny w rozcieńczonych kwasach i roztworach soli amonowych, a nierozpuszczalny w nadmiarze odczynnika.
  - Węglan amonu (NH4)2CO3. Węglan amonu w pierwszej chwili nie wytrąca osadu z rozcieńczonych roztworów zawierających jony Mg2+. Osad może powstać po pewnym czasie lub po podgrzaniu, przy czym jednak wytrącanie nie jest całkowite ze względu na obecność jonów NH4+. W obecności nadmiaru jonów NH4+ (np. dodatek NH4Cl) osad w ogóle nie powstaje.
  - Wodorofosforan sodu Na2HPO4. Odczynnik ten wytrąca z obojętnych roztworów zawierających jony Mg2+ biały kłaczkowaty osad wodorofosforanu magnezu MgHPO4.
- Li+ barwi płomień na intensywny wiśniowoczerwony.
- Na+ barwi płomień na intensywny żółty.
  - Sześciohydroksyantymonian(V) potasu KSb(OH)6 wytrąca z obojętnych lub słabo zasadowych roztworów zawierających jony Na+ biały, krystaliczny osad sześciohydroksyantymonianu sodu Na[Sb(OH)6]:

Na+
 + [Sb(OH)
6]−
 → Na[Sb(OH)
6]↓
- - Octan uranylowo-magnezowy Mg(UO2)3(CH3COO)8 wytrąca z obojętnych, ewentualnie zakwaszonych kwasem octowym, roztworów zawierających jony Na+ żółty, krystaliczny osad o wzorze Na(CH
3COO)·Mg(CH
3COO)
2·3[UO
2(CH
3COO)
2]·9H
2O.

Jony Mg2+ nie przeszkadzają.
- K+ barwi płomień na słaby kolor różowofioletowy.
  - Można wykorzystać też wytrącanie z ClO4−, z którym K+, w przeciwieństwie do Li+ i Na+, tworzy biały osad.
  - winiany H2C4H4O6 i wodorowinian sodu NaHC4H4O6. Odczynniki te z obojętnych lub słabokwaśnych roztworów zawierających jony K+ wytrącają biały, krystaliczny osad wodorowinianu potasu KHC4H4O6:

K+
 + HC
4H
4O−
6 → KHC
4H
4O
6↓
Wodorowinian potasu rozpuszcza się w zasadach, kwasach mineralnych i w gorącej wodzie, a nawet w dużej ilości zimnej wody.
Bieg analizy V grupy kationówDo roztworu, po oddzieleniu IV grupy kationów, dodaje się 3 mol/l HNO3 do odczynu kwaśnego i ogrzewa się w celu rozłożenia pozostałego AKT. Wydzieloną siarkę odsącza się i roztwór bada się na obecność kationów V grupy.
1. Część roztworu zawierającego kationy V grupy bada się na obecność jonu NH4+: Do 3–4 kropel badanego roztworu dodaje się 4–5 kropel NaOH i ogrzewa. Zaniebieszczenie różowego papierka lakmusowego u wylotu probówki świadczy o obecności jonu NH4+. Jeżeli w badanym roztworze obecna jest nie tylko V grupa, to jon NH4+ należy wykryć przed przystąpieniem do analizy.
2. Drugą część roztworu bada się na obecność jonu Mg2+: Do badanego roztworu dodaje się Na2HPO4. Następnie dodaje się NH3∙H2O do odczynu zasadowego. Powstanie białego krystalicznego osadu MgNH4PO4 świadczy o obecności jonu Mg2+.
3. Trzecią część roztworu gotuje się z NaOH (jeżeli poprzednio stwierdzono obecność NH4+) aż do całkowitego usunięcia NH3. Następnie wykonuje się badania na obecność jonu K+ za pomocą charakterystycznych prób.
4. Czwartą część gotuje się z KOH i bada się na obecność jonu Na+. Jeżeli w próbie zawierającej tylko kationy V grupy nie stwierdzono obecności jonu NH4+, to próby na jon K+ można wykonywać bezpośrednio, bez wygotowywania z wodorotlenkiem, natomiast przed wykonaniem próby na jon Na+ z K[Sb(OH)6] należy oddzielić Mg2+, wytrącając Mg(OH)2 wodorotlenkiem potasu.

## Wykrywanie anionów
Aniony zostały podzielone na 7 grup. Nie ma tu niestety prostych odczynników grupowych. Grupy zostały wydzielone w zależności od osadów powstających w reakcjach z kationami z IV grupy kationów (przede wszystkim Ba2+) oraz Ag+. Testy na konkretne aniony to zakwaszanie roztworu oraz odbarwianie MnO4−.

### I grupa anionów
Pierwsza grupa anionów to Cl−, Br−, I−, CN−, SCN−, Fe(CN)63−, Fe(CN)64−, ClO−.
Aniony I grupy tworzą z Ag+ białe osady nierozpuszczalne w rozcieńczonym kwasie azotowym. Nie tworzą one osadu z Ba2+. W środowisku kwaśnym z roztworów zawierających CN− wydziela się HCN, silnie trujący gaz o charakterystycznym zapachu migdałów.
Fe3+ zabarwia roztwór zawierający SCN− na kolor krwistoczerwony, pochodzący od kompleksów Fe(SCN)3–nn, n = 1–6.
Fe3+ wraz z Fe(CN)64− wytrąca niebieski osad Fe4[Fe(CN)6]3 (błękit pruski).
Fe2+ wraz z Fe(CN)63− wytrąca niebieski osad Fe4[Fe(CN)6]3 (błękit Turnbulla).
Jony Cl− są słabymi reduktorami; w reakcji z zakwaszonym roztworem KMnO4 na gorąco redukują go do Mn2+, co powoduje odbarwienie roztworu.
Jony Br− są silniejszymi reduktorami niż Cl− i odbarwiają zakwaszony roztwór KMnO4 na zimno. wykazuje właściwości redukujące w reakcji z zakwaszownym KMnO4. W środowisku gorącego, stężonego H2SO4 ulegają utlenieniu do Br2 przez K2Cr2O7. Nie są jednak w stanie zredukować jonów NO−
2.
Jony I− to silny reduktor. Pod wpływem NO−
2 utleniają się do wolnego I2, co pozwala odróżnić je od bromków.

### II grupa anionów
Druga grupa anionów to S2−, NO2− i CH3COO−.
Podobnie jak aniony grupy I, tworzą one osady z Ag+, nie tworzą natomiast osadów z Ba2+. Można je jednak odróżnić po tym, że osady z Ag+ rozpuszczają się w rozcieńczonym kwasie azotowym.
CH3COO− w środowisku kwaśnym wydziela charakterystyczny zapach octu i nie odbarwia MnO4−. Do wytrącenia osadu z Ag+ konieczny jest stężony roztwór, a osad rozpuszcza się na gorąco.
NO2− natomiast odbarwia MnO4− (utleniając się do NO3−) i wydziela w środowisku kwaśnym tlenki azotu.
NO2− można wykryć za pomocą próby obrączkowej.
I−
 w środowisku kwaśnym redukują NO2− do NO, same utleniając się do jodu pierwiastkowego:
2I−
 + 2NO−
2 + 4H+
 → I
2 + 2NO + 2H
2O
W środowisku kwaśnym z roztworów zawierających siarczki wydziela się H2S, silnie trujący gaz o charakterystycznym zapachu zgniłych jaj.

### III grupa anionów
Trzecia grupa anionów to SO32−, CO32−, C2O42−,
BO2−, BO33−, C4H4O62−.
Podobnie jak aniony II grupy tworzą z Ag+ osady rozpuszczalne w rozcieńczonym kwasie azotowym. W przeciwieństwie do nich tworzą białe osady z Ba2+.
Pod wpływem kwasów jony SO32− i CO32− rozkładają się do odpowiednio SO2 i CO2.
W środowisku kwaśnym CO32− bardzo intensywnie rozkłada się z wydzieleniem dwutlenku węgla, który zmętnia wodę wapienną.
Wydzielający się gaz nie ma zapachu. Ze względu na dużą intensywność rozkładu tworzą się bąbelki i może dojść nawet do powstania piany.
SO32− również rozkładają się w środowisku kwaśnym z wydzieleniem dwutlenku siarki, jednak zachodzi to znacznie wolniej. Dwutlenek siarki ma ostry, duszący zapach. SO32− odbarwia MnO4−, utleniając się do SO42−.
C4H4O62− z kationami K+ w lekko kwaśnym środowisku rozcieńczonego kwasu octowego wytrąca biały osad wodorowinianu potasowego KHC
4H
4O
6.
C2O42− odbarwia MnO4- utleniając się do CO2.

### IV grupa anionów
Czwarta grupa to PO43−, AsO43−, AsO33−, S2O32−, CrO42− oraz Cr2O72−.
Podobnie jak aniony III grupy tworzą one osady z Ag+ oraz Ba2+. Ich osady z Ba2+ są białe (z wyjątkiem CrO42−, który daje osad żółty) i rozpuszczalne w rozcieńczonym kwasie azotowym. Ich osady z Ag+ są barwne (Ag3PO4 jest żółty, Ag2CrO4 ma charakterystyczną bordową barwę, Ag2S2O3 jest biały, ale szybko żółknący, a następnie czerniejący, wskutek reakcji Ag
2S
2O
3 + H
2O → Ag
2S
 (czarny) + H
2SO
4).
Rozcieńczony diCrO42− w reakcji z H2O2 daje niebieskie zabarwienie pochodzące od CrO5, które szybko zanika. Po wytrząśnięciu z eterem CrO5 przechodzi do warstwy organicznej, w której jest stabilniejszy.

### V grupa anionów
Piąta grupę stanowią NO3−, MnO4−, ClO3−, ClO4−.
Nie tworzą one prawie żadnych osadów. Przede wszystkim nie tworzą one osadów z Ag+ ani Ba2+. MnO4− można poznać po intensywnym fioletowym zabarwieniu, które znika po dodaniu reduktora. NO3− można wykryć za pomocą próby obrączkowej.

### VI grupa anionów
Szóstą grupę tworzą SO42−, F−, SiF62−.
Tworzą one osady z Ba2+, nie tworzą natomiast osadów z Ag+. SO42−, w przeciwieństwie do F−, tworzy osad z Pb2+.

### VII grupa anionów
Siódmą grupę anionów stanowią SiO32−, SiO44−, Si2O52−.
W środowisku kwaśnym tworzą one charakterystyczny żel krzemionkowy o galaretowatej konsystencji, przez co łatwo go rozpoznać. Tworzą też osady z Ag+ i Ba2+. SiO32− nie odbarwia MnO4−.